# Ben Bender
Benjamin Bender, detto Ben (Baltimora, 7 marzo 2001), è un calciatore statunitense, centrocampista dei Philadelphia Union.

## Carriera
Ha iniziato la sua carriera nelle giovanili di alcuni club statunitensi, tra cui i Philadelphia Union; dal 2020 al 2021 ha giocato con la rappresentativa dell'Università del Maryland. Durante il periodo scolastico, ha anche giocato con i Baltimore Christos nella National Premier Soccer League, totalizzando 7 presenze e 6 reti, che gli hanno valso il premio di "miglior giocatore giovane della NPSL". L'11 gennaio 2022, viene scelto nel corso del draft dal Charlotte FC, che si apprestava a disputare la sua prima stagione in MLS. È inoltre il primo giocatore a unirsi al Charlotte FC. Fa il suo esordio in campionato il 27 febbraio successivo, nell'incontro perso per 3-0 sul campo del D.C. United, mentre realizza la sua prima rete il 20 marzo, nella vittoria per 3-1 contro i New England Revolution.

## Statistiche

### Presenze e reti nei club
Statistiche aggiornate al 27 ottobre 2024.
| Stagione            | Squadra             | Campionato          | Campionato | Campionato | Coppe nazionali | Coppe nazionali | Coppe nazionali | Coppe continentali | Coppe continentali | Coppe continentali | Altre coppe | Altre coppe | Altre coppe | Totale | Totale |
| Stagione            | Squadra             | Comp                | Pres       | Reti       | Comp            | Pres            | Reti            | Comp               | Pres               | Reti               | Comp        | Pres        | Reti        | Pres   | Reti   |
| ------------------- | ------------------- | ------------------- | ---------- | ---------- | --------------- | --------------- | --------------- | ------------------ | ------------------ | ------------------ | ----------- | ----------- | ----------- | ------ | ------ |
| 2021                | Baltimore Christos  | NPSL                | 7          | 6          |                 | -               | -               |                    | -                  | -                  |             | -           | -           | 7      | 6      |
| 2022                | Charlotte FC        | MLS                 | 28         | 3          | USOC            | 3               | 0               |                    | -                  | -                  |             | -           | -           | 31     | 3      |
| 2023                | Charlotte FC        | MLS                 | 17         | 3          | USOC            | 1               | 0               |                    | -                  | -                  | LC          | 5           | 1           | 23     | 4      |
| gen.-ago. 2024      | Charlotte FC        | MLS                 | 6          | 1          |                 | -               | -               |                    | -                  | -                  | LC          | 1           | 0           | 7      | 1      |
| Totale Charlotte FC | Totale Charlotte FC | Totale Charlotte FC | 51         | 7          |                 | 4               | 0               |                    | -                  | -                  |             | 6           | 1           | 61     | 14     |
| ago.-nov. 2024      | T.B. Rowdies        | USL                 | 9          | 0          |                 | -               | -               |                    | -                  | -                  |             | -           | -           | 9      | 0      |
| Totale carriera     | Totale carriera     | Totale carriera     | 67         | 13         |                 | 4               | 0               |                    | -                  | -                  |             | 6           | 1           | 77     | 14     |